# Carmen San Martín Echauri
Carmen San Martín Echauri (Pamplona, 7 de julio de 1944 - Pamplona, 12 de abril de 2021), fue la primera directora de Estudios de la Facultad de Económicas de la Universidad de Navarra, e impulsora de dicha facultad desde su inicio, donde ejerció de profesora de Estadística entre los años 1987 y 2010 .

## Biografía
Tras licenciarse en Económicas en la Universidad Complutense de Madrid en 1967, comenzó a trabajar en la empresa Orbaiceta S.A. como directora del departamento de Estadística hasta 1969.
En marzo de 1972 se incorporó como docente a la Universidad de Navarra, donde impartió clases de las asignaturas de Economía política y Hacienda pública en la Facultad de Derecho, de Bioestadística en la Facultad de Medicina, de Introducción a la Economía en la Facultad de Ciencias de la Información y de Matemáticas en la Facultad de Ciencias.
En 1987 se convirtió en la primera directora de Estudios de la Facultad de Económicas de la Universidad de Navarra, cargo que ejerció durante dieciocho años hasta 2004. Siguió vinculada a la facultad como docente e investigadora hasta su jubilación en 2010.
Además fue madre de cinco hijos (cuatro mujeres y un hombre). Falleció el 12 de abril de 2021.

## Principales aportaciones a los estudios económicos de ámbito local
Una de sus principales aportaciones fue el estudio de la "Incidencia económica de una Universidad de ámbito local", que fue objeto de su tesis doctoral, defendida en 1985 en la Universidad Complutense de Madrid.
En el Sexto Congreso de Economía de Navarra, presentó su innovación metodológica dividida en las siguientes cuatro fases:
- descripción de las variables que producen un impacto económico y que se refieren al sistema Educativo
- cuantificación del valor de la incidencia económica generada de forma directa e indirecta por las variables anteriores
- obtención de los impactos inducidos a partir de los totales, y
- establecimiento de las relaciones entre variables del sistema educativo y el económico.

Los resultados obtenidos dejaron constancia de que los efectos económicos que se derivan de la existencia de una universidad son positivos, y constituyen un motor para el crecimiento de una economía local.